# Ascot Records
Ascot Records was een Amerikaans platenlabel waarop onder andere popmuziek en jazz uitkwam. Het label werd in 1962 opgericht en was een sublabel van United Artists Records. Het label was actief tot 1980.
Artiesten die op het label uitkwamen waren onder andere Moe Koffman, Reuben Phillips, Curley Hamner, Acker Bilk, Dixieland Blind Boys, Graham Bond Organisation, Morgana King, Richard Hayman, Marilyn Monroe, Manfred Mann, Cliff Bennett and the Rebel Rousers, Long John Baldry, blueszanger Willie Cobbs, Samantha Jones en Eddie Holman. 